# Royal Aircraft Factory R.E.8
Il Royal Aircraft Factory R.E.8 era un biplano da ricognizione e bombardamento progettato dall'istituto di ricerca britannico Royal Aircraft Factory e prodotto, oltre che dallo stesso, anche da numerose aziende esterne su licenza, tra le quali Daimler Motor Company, Napier & Son, Siddeley-Deasy Motor Company e Standard Motor Company, negli anni dieci del XX secolo.
Utilizzato principalmente dal Royal Flying Corps, l'allora componente aerea del British Army (l'esercito del Regno Unito), venne impiegato nelle azioni operative durante la prima guerra mondiale.

## Storia del progetto ed impiego operativo
Durante il periodo iniziale della prima guerra mondiale, dopo una prima fase in cui l'arma aerea era costituita essenzialmente da velivoli disarmati impiegati nelle missioni di ricognizione, l'introduzione dei modelli dotati di mitragliatrici offensive incominciò a mutare i valori in campo. Il Royal Flying Corps (RFC) era equipaggiato con un ricognitore biposto disarmato che fino ai primi mesi del 1915 aveva svolto egregiamente il ruolo a cui era stato assegnato, il Royal Aircraft Factory B.E.2, tuttavia l'introduzione di un meccanismo di sincronizzazione da parte degli avversari del Deutsches Heer, l'esercito tedesco imperiale, nei modelli monoplani della serie Fokker Eindecker a disposizione della sua componente aerea, la Luftstreitkräfte, iniziò ad essere molto vulnerabile ai loro attacchi. Benché l'applicazione di una mitragliatrice a disposizione dell'osservatore assicurasse almeno la possibilità di una difesa, era necessario avviare lo sviluppo di un modello più efficiente e che riuscisse aumentandone le prestazioni a portare a termine con più successo le missioni di ricognizione sul territorio nemico.
Il gruppo di progettazione della Royal Aircraft Factory iniziò i lavori durante la fine di quello stesso anno in modo che fosse concettualmente almeno quasi contemporaneo allo sviluppo dei B.E.12 e B.E.2e, con un disegno che riproponeva l'aspetto generale del modello che sarebbe andato a sostituire, un biposto armato monomotore in configurazione traente, con velatura biplana e carrello fisso. Il primo dei due prototipi del nuovo modello, identificato come R.E.8 (Reconnaissance Experimental 8), venne portato in volo per la prima volta il 17 giugno 1916.

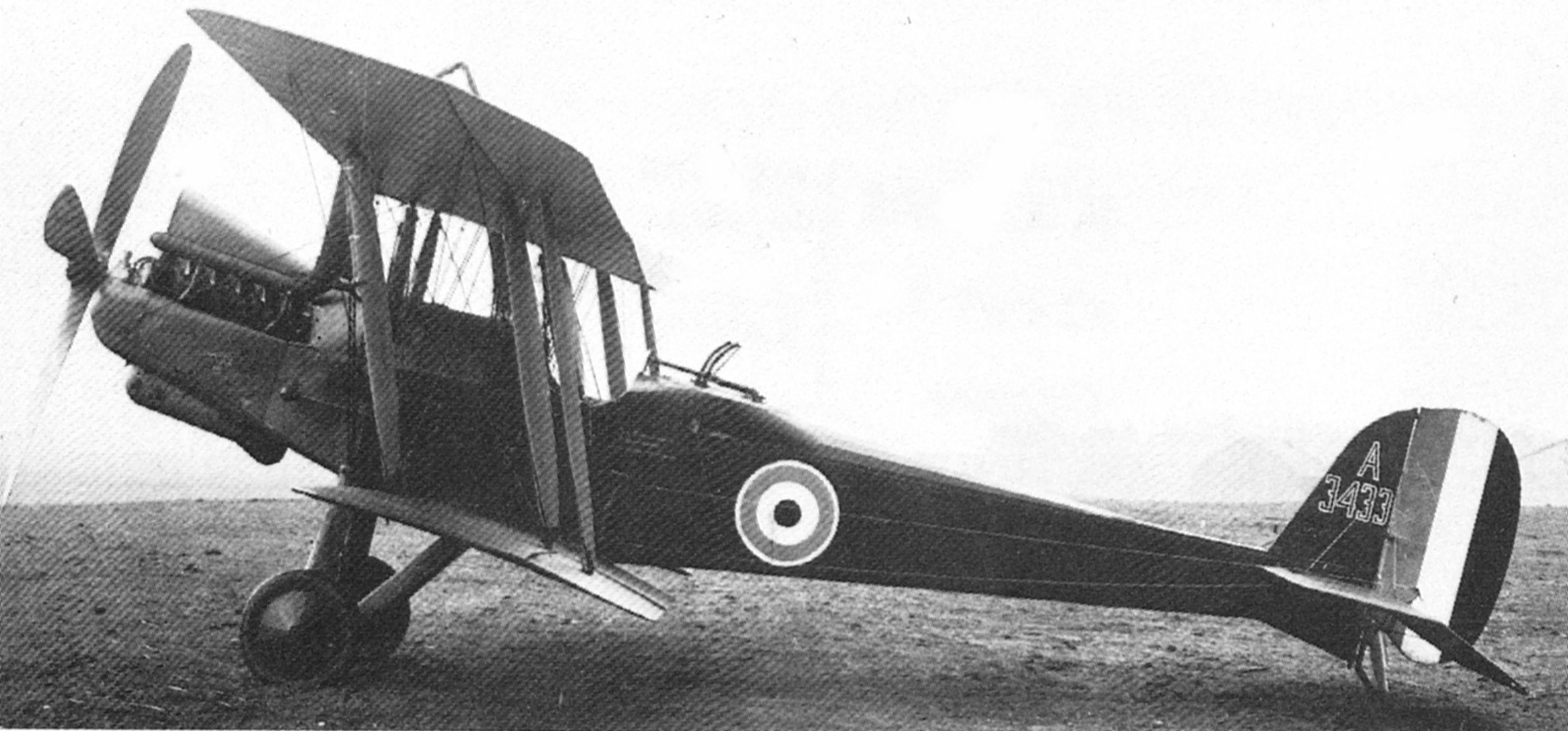
Un R.E.8 della produzione iniziale caratterizzato dall'impennaggio con elemento verticale più piccolo.

L'adozione del motore Royal Aircraft Factory 4a, un 12 cilindri a V raffreddato ad aria in grado di erogare una potenza pari a 150 hp (112 kW), dava al velivolo un aspetto molto simile al B.E.12, sia per la presenza del caratteristico air scoop (presa d'aria a "periscopio") e per l'impianto di scarico con i singoli collettori che si allungavano oltre l'ala superiore per evitare che i fumi togliessero visibilità all'equipaggio. L'unica evidente differenza tra i due modelli era l'installazione, leggermente inclinata all'indietro per migliorare le caratteristiche di decollo ed atterraggio.
La velatura, di tipo biplano-sesquiplana,caratterizzata da una coppia di montanti, una per lato, e dall'evidente spostamento dell'ala inferiore verso coda, riproponevano l'aspetto del B.E.2e, tuttavia l'apertura, e di conseguenza anche la superficie alare, venne leggermente incrementata per aver adottato una parte centrale dell'ala superiore di maggiori dimensioni e diminuito la superficie dell'ala inferiore per allineamento. Anche l'impennaggio risultava molto simile a quello del B.E.2e ed in pratica le uniche parti completamente nuove del progetto erano concentrate nella parte anteriore della fusoliera, nella sezione occupata dal motore, e posteriormente nella forma di deriva e timone.
Gli osservatori della 22ª Squadriglia nell'estate 1918 volavano con gli esemplari della No. 34 Squadron RAF rischierata da marzo 1918 a Villaverla.
Anche la 36ª Squadriglia e la 38ª Squadriglia disponevano nell'estate 1918 di 4 esemplari ognuna pilotati dagli inglesi per i loro osservatori.
Oltre al 34° Squadron in Italia erano presenti anche il No. 42 Squadron RAF al Campo di aviazione di Grossa.

## Varianti
R.E.8
versione standard per uso generale equipaggiata da un motore RAF 4a da 140 hp (104 kW).
R.E.8a
conversione di un R.E.8 equipaggiato da un motore Hispano-Suiza 8b da 200 hp (149 kW) racchiuso da una cofanatura del tipo utilizzato sul RAF S.E.5 (o B.E.12b) e realizzato in un solo esemplare. La produzione in serie non venne avviata a causa dell'indisponibilità del motore. In seguito alcuni R.E.8s acquisiti dal Belgio vennero rimotorizzati con gli Hispano-Suiza, in questo caso la cofanatura risultava simile ai successivi SPAD.
R.E.9
R.E.8 modificato, caratterizzato dall'adozione di ali di eguale apertura simili al B.E.2c/d e di un impennaggio dall'elemento verticale di maggiori dimensioni, similare a quello adottato da alcuni R.E.8 destinati ai reparti da addestramento. Due conversioni realizzate nel 1917, ma non avendo rivelato alcun miglioramento (semmai peggioramento in velocità di salita e manovrabilità) non venne avviato alla produzione in serie.

## Esemplari attualmente esistenti

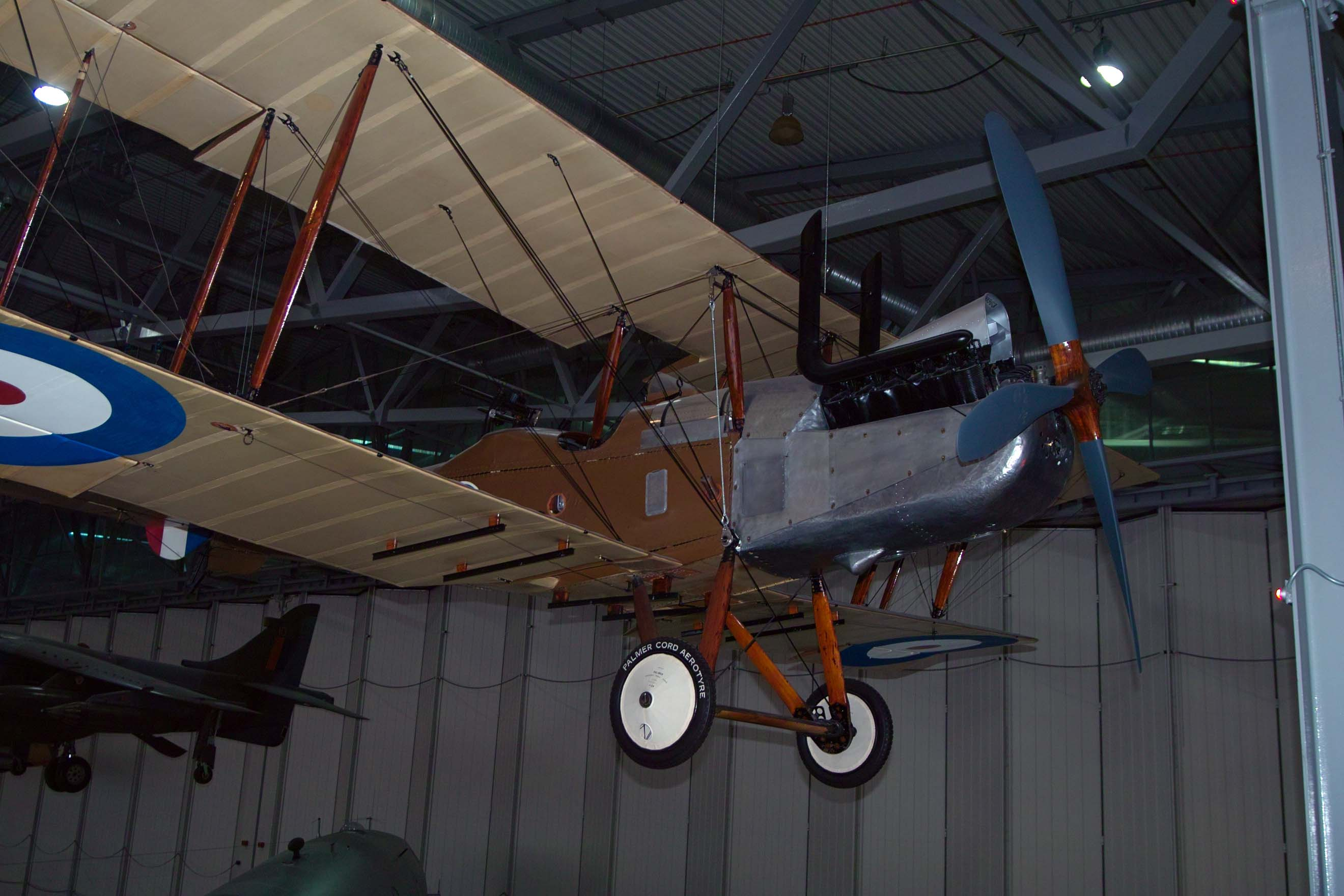
Il R.E.8 F3556 esposto presso le strutture dell'Imperial War Museum Duxford.

Sono solo due gli esemplari di R.E.8 giunti ai nostri giorni. Le operazioni di restauro del R.E.8 F3556 di proprietà dell'Imperial War Museum Duxford furono completate nel 2004. Questo esemplare, costruito dalla Daimler, arrivò in Francia l'11 novembre 1918, data che in seguito si sarebbe festeggiata come Armistice Day. L'altro R.E.8 sopravvissuto è conservato a Bruxelles ed è uno dei pochi esemplari che furono equipaggiati con un motore Hispano-Suiza.

## Utilizzatori
Australia
- Australian Flying Corps
  - No. 1 Squadron AFC in Egitto e Palestina
  - No. 3 Squadron AFC in Francia
  - No. 7 (Training) Squadron nel Regno Unito

 Belgio
- Reale aeronautica militare belga

 Estonia
- Aviation Regiment[8]

 Regno Unito
- Royal Flying Corps
- Royal Air Force

 RSFS Russa
- Raboče-Krest'janskij Krasnyj vozdušnyj flot

 Unione Sovietica
- Voenno-vozdušnye sily

## Velivoli comparabili
Germania
- Rumpler C.I
- Albatros C.III
- Hansa-Brandenburg C.I

 Regno Unito
- Royal Aircraft Factory B.E.2

### Riviste
- J.M. Bruce, The R.E.8: Historic Military Aircraft: No. 8, in Flight, 15 ottobre 1954,  pp. 575-581.
- F. Gerdessen, Estonian Air Power 1918 - 1945, in Air Enthusiast, No 18, aprile-luglio 1982,  pp. 61-76, ISSN 0143-5450 (WC · ACNP).